# Косово на летних Олимпийских играх 2020
Косово на летних Олимпийских играх 2020 года в Токио (Япония) представлена 11 спортсменами в 6 видах спорта. Косово во второй раз в своей истории выступает на летних Олимпийских играх после вступления олимпийского комитета страны в МОК в декабре 2014 года.
Олимпийский комитет Республики Косово заплатит в виде призовых медалистам олимпиады: золотым медалистам — €100 000; серебряным медалистам — €60 000; бронзовым медалистам — €40 000. Соответственно тренеры медалистов Олимпийских игр получат вдвое меньше: €50 000, €30 000 и €20 000.

## Предыстория
По итогам 127-й сессии МОК в 2014 году Косово официально стало членом Международного олимпийского комитета и одновременно с этим получило право участвовать в качестве независимого государства в международных спортивных мероприятиях. Это позволило стране дебютировать на летних Олимпийских играх 2016 года в Рио-де-Жанейро (Бразилия), где первую золотую медаль ей принесла дзюдоистка Майлинда Кельменди. Летние Олимпийские игры 2020, вторые для Косово, изначально планировалось провести в период с 24 июля по 9 августа 2020 года, но они были отложены в связи с пандемией COVID-19 и начались лишь 23 июля 2021 года.

## Обзор
Уже на следующий день после церемонии открытия Олимпийских игр дзюдоистка Дистрия Красничи выиграла золотую медаль в весовой категории до 48 кг.

## Медали
| Золото |                  |                           |         |
| №      | Спортсмены       | Вид спорта (дисциплина)   | Дата    |
| 1      | Дистрия Красничи | Дзюдо (до 48 кг, женщины) | 24 июля |
| 1      | Нора Гякова      | Дзюдо (до 57 кг, женщины) | 26 июля |

| Медали по видам спорта | Медали по видам спорта | Медали по видам спорта | Медали по видам спорта | Медали по видам спорта |
| ---------------------- | ---------------------- | ---------------------- | ---------------------- | ---------------------- |
| Вид спорта             | 1                      | 2                      | 3                      | Итого                  |
| Дзюдо                  | 2                      | 0                      | 0                      | 2                      |
| Всего                  | 2                      | 0                      | 0                      | 2                      |

| Медали по дням | Медали по дням | Медали по дням | Медали по дням | Медали по дням |
| -------------- | -------------- | -------------- | -------------- | -------------- |
| Дата           | 1              | 2              | 3              | Итого          |
| 24 июля        | 1              | 0              | 0              | 1              |
| 26 июля        | 1              | 0              | 0              | 1              |
| Всего          | 2              | 0              | 0              | 2              |

| Медали по полу | Медали по полу | Медали по полу | Медали по полу | Медали по полу |
| -------------- | -------------- | -------------- | -------------- | -------------- |
| Пол            | 1              | 2              | 3              | Итого          |
| Мужчины        | 0              | 0              | 0              | 0              |
| Женщины        | 2              | 0              | 0              | 2              |
| Микст          | 0              | 0              | 0              | 0              |
| Всего          | 2              | 0              | 0              | 2              |

## Состав сборной
Ниже приведён список спортсменов, представляющих Косово на летних Олимпийских играх 2020:
| Вид спорта      | Мужчины | Женщины | Всего |
| --------------- | ------- | ------- | ----- |
| Лёгкая атлетика | 1       | 0       | 1     |
| Бокс            | 0       | 1       | 1     |
| Дзюдо           | 1       | 4       | 5     |
| Стрельба        | 1       | 0       | 1     |
| Плавание        | 1       | 1       | 2     |
| Борьба          | 1       | 0       | 1     |
| Всего           | 5       | 6       | 11    |

## Лёгкая атлетика
Косово получило от ИААФ специальное разрешение на отправку одного своего спортсмена на Олимпийские игры.
Беговые дисциплины
Мужчины
| Спортсмен    | Дисциплина        | Квалификация | Квалификация | Полуфинал | Полуфинал | Финал | Финал |
| Спортсмен    | Дисциплина        | Время        | Место        | Время     | Место     | Время | Место |
| ------------ | ----------------- | ------------ | ------------ | --------- | --------- | ----- | ----- |
| Муса Хайдари | бег на 800 метров |              |              |           |           |       |       |

## Бокс
Косово выбрало для участия одного спортсмена после получения квоты от трёхсторонней комиссии.
| Спортсменка   | Категория | 1/16 финала        | 1/8 финала         | 1/4 финала         | 1/2 финала         | Финал              | Финал |
| Спортсменка   | Категория | Соперник Результат | Соперник Результат | Соперник Результат | Соперник Результат | Соперник Результат | Место |
| ------------- | --------- | ------------------ | ------------------ | ------------------ | ------------------ | ------------------ | ----- |
| Донета Садику | до 60 кг  |                    |                    |                    |                    |                    |       |

## Дзюдо
Косово на Олимпийских играх представляют пять дзюдоистов (один мужчина и четыре женщины), отобранных на турнир на основе индивидуального олимпийского рейтинга Международной федерации дзюдо.
Мужчины
| Спортсмены  | Категория | 1/16 финала        | 1/8 финала         | 1/4 финала         | 1/2 финала         | Утешительный раунд | Финал или матч за 3-е место | Финал или матч за 3-е место |
| Спортсмены  | Категория | Соперник Результат | Соперник Результат | Соперник Результат | Соперник Результат | Соперник Результат | Соперник Результат          | Место                       |
| ----------- | --------- | ------------------ | ------------------ | ------------------ | ------------------ | ------------------ | --------------------------- | --------------------------- |
| Акил Гякова | до 73 кг  |                    |                    |                    |                    |                    |                             |                             |

Женщины
| Спортсменка        | Категория | 1/16 финала        | 1/8 финала                | 1/4 финала                     | 1/2 финала                   | Утешительный раунд | Финал или поединок за 3-е место | Финал или поединок за 3-е место |
| Спортсменка        | Категория | Соперник Результат | Соперник Результат        | Соперник Результат             | Соперник Результат           | Соперник Результат | Соперник Результат              | Место                           |
| ------------------ | --------- | ------------------ | ------------------------- | ------------------------------ | ---------------------------- | ------------------ | ------------------------------- | ------------------------------- |
| Дистрия Красничи   | до 48 кг  | не участвовала     | Шибана Бразилия В 100—000 | Линь Чэньхао Тайвань В 100—000 | Мунхбатын Монголия В 102—002 | не участвовала     | Тонаки Япония В 001—000         | 1                               |
| Майлинда Кельменди | до 52 кг  |                    |                           |                                |                              |                    |                                 |                                 |
| Нора Гякова        | до 57 кг  |                    |                           |                                |                              |                    |                                 |                                 |
| Лориана Кука       | до 78 кг  |                    |                           |                                |                              |                    |                                 |                                 |

## Стрельба
Косово получило приглашение от Трёхсторонней комиссии на Олимпийские игры для участия одного спортсмена в турнире по стрельбе из пневматической винтовки среди мужчин, если тот сумеет набрать минимальный квалификационный балл (MQS).
| Спортсмен       | Соревнование                  | Квалификация | Квалификация | Финал     | Финал |
| Спортсмен       | Соревнование                  | Результат    | Место        | Результат | Место |
| --------------- | ----------------------------- | ------------ | ------------ | --------- | ----- |
| Дрилон Ибрахими | пневматическая винтовка, 10 м |              |              |           |       |

## Плавание
Косово получило официальное приглашение от Международной федерации плавания отправить на Олимпийские игры двух пловцов с наивысшим рейтингом (мужчину и женщину) для участия в соответствующих индивидуальных соревнованиях на основе системы баллов FINA от 28 июня 2021 года.
| Спортсмен      | Дистанция                 | Квалификация | Квалификация | 1/2 финала | 1/2 финала | Финал | Финал |
| Спортсмен      | Дистанция                 | Время        | Место        | Время      | Место      | Время | Место |
| -------------- | ------------------------- | ------------ | ------------ | ---------- | ---------- | ----- | ----- |
| Ольт Кондироли | 100 метров вольным стилем |              |              |            |            |       |       |
| Эда Зекири     | 400 метров вольным стилем |              |              |            |            |       |       |

## Борьба
От Косово на Олимпийские игры квалифицировался один борец для участия в мужском турнире по вольной борьбе в категории до 125 кг. Косово дебютирует в этом виде спора на Олимпийских играх 2020.
Мужчины, вольная борьба
| Спортсмен  | Категория | 1/8 финала         | 1/4 финала         | 1/2 финала         | Утешительный турнир | Финал или поединок за 3-е место | Финал или поединок за 3-е место |
| Спортсмен  | Категория | Соперник Результат | Соперник Результат | Соперник Результат | Соперник Результат  | Соперник Результат              | Место                           |
| ---------- | --------- | ------------------ | ------------------ | ------------------ | ------------------- | ------------------------------- | ------------------------------- |
| Эгзон Шала | до 125 кг |                    |                    |                    |                     |                                 |                                 |